# 天主教安拉阿巴德教区
天主教安拉阿巴德教区 （拉丁語：Dioecesis Allahabadensis）是羅馬天主教的一個教區，位於印度北方邦南部。受阿格拉总教区管轄。
1845年2月7日建立巴特那代牧區，1886年9月1日升為教區。2006年有教友12,767名，佔轄區總人口少於百分之0.1。由八十八名司鐸名管理三十五個堂區。現任教區主教伊西多爾‧費爾南德斯。